# LNFA Femenina 2016
La LNFA Femenina 2016 è stata la 6ª edizione del campionato di football americano femminile di primo livello, organizzato dalla FEFA.

## Squadre partecipanti
| Club                   | Città                     | Stadio | Sponsor ufficiale | Risultato nella stagione 2015 |
| ---------------------- | ------------------------- | ------ | ----------------- | ----------------------------- |
| Badalona Dracs         | Badalona                  |        |                   |                               |
| Barberá Rookies        | Barberà del Vallès        |        |                   |                               |
| Barcelona Búfals       | Barcellona                |        |                   |                               |
| Las Rozas Black Demons | Las Rozas de Madrid       |        |                   |                               |
| L'Hospitalet Pioners   | L'Hospitalet de Llobregat |        |                   |                               |
| Terrassa Reds          | Terrassa                  |        |                   |                               |

## Stagione regolare

### Calendario

#### 1ª giornata
| 23 gennaio 2016, ore 18:00 | Las Rozas Black Demons | 6 – 19 referto | Barberá Rookies |  |

| 24 gennaio 2016, ore 12:00 | L'Hospitalet Pioners | 48 – 0 referto | Badalona Dracs |  |

| 24 gennaio 2016, ore 16:30 | Terrassa Reds | 2 – 8 referto | Barcelona Búfals |  |

#### 2ª giornata
| 13 febbraio 2016, ore 18:00 | Las Rozas Black Demons | 19 – 0 referto | Terrassa Reds |  |

| 14 febbraio 2016, ore 11:00 | Barberá Rookies | 16 – 6 referto | L'Hospitalet Pioners |  |

| 14 febbraio 2016, ore 11:30 | Badalona Dracs | 0 – 34 referto | Barcelona Búfals |  |

#### 3ª giornata
| 6 marzo 2016, ore 11:30 | Badalona Dracs | 6 – 52 referto | Las Rozas Black Demons |  |

| 6 marzo 2016, ore 15:30 | Barcelona Búfals | 18 – 8 referto | L'Hospitalet Pioners |  |

| 6 marzo 2016, ore 16:30 | Terrassa Reds | 0 – 26 referto | Barberá Rookies |  |

#### 4ª giornata
| 10 aprile 2016, ore 12:00 | L'Hospitalet Pioners | 14 – 45 referto | Las Rozas Black Demons |  |

| 10 aprile 2016, ore 15:30 | Barcelona Búfals | 20 – 12 referto | Barberá Rookies |  |

| 10 aprile 2016, ore 16:30 | Terrassa Reds | 28 – 0 referto | Badalona Dracs |  |

#### 5ª giornata
| 15 maggio 2016, ore 10:30 | Las Rozas Black Demons | 18 – 20 referto | Barcelona Búfals |  |

| 15 maggio 2016, ore 11:00 | Barberá Rookies | 52 – 0 referto | Badalona Dracs |  |

| 15 maggio 2016, ore 12:00 | L'Hospitalet Pioners | 36 – 6 referto | Terrassa Reds |  |

### Classifica
La classifica della regular season è la seguente:
- PCT = percentuale di vittorie, G = partite giocate, V = partite vinte,  P = partite perse, PF = punti fatti, PS = punti subiti

| Pos. | Squadra                | PCT   | G | V | N | P | PF  | PS  |
| ---- | ---------------------- | ----- | - | - | - | - | --- | --- |
| 1    | Barcelona Búfals       | 1.000 | 5 | 5 | 0 | 0 | 100 | 40  |
| 2    | Barberá Rookies        | .800  | 5 | 4 | 0 | 1 | 125 | 32  |
| 3    | Las Rozas Black Demons | .600  | 5 | 3 | 0 | 2 | 140 | 59  |
| 4    | L'Hospitalet Pioners   | .400  | 5 | 2 | 0 | 3 | 112 | 85  |
| 5    | Terrassa Reds          | .200  | 5 | 1 | 0 | 4 | 36  | 89  |
| 6    | Badalona Dracs         | .000  | 5 | 0 | 0 | 5 | 6   | 214 |

## VI Final de la LNFA Femenina
| 11 giugno 2016, ore 18:00 | Barcelona Búfals | 12 – 46 referto | Barberá Rookies |  |

## Verdetti
- Barberá Rookies Campionesse della Spagna 2016